# Kunbir ikuoi
Kunbir ikuoi es una especie de insecto coleóptero de la familia Cerambycidae. Estos longicornios son endémicos de la isla de Bali (Indonesia).
Mide unos 6,1 mm, estando activos los adultos en diciembre.